# Großweikersdorf
Großweikersdorf  är en ort och kommun  i Österrike. Den ligger i distriktet Tulln och förbundslandet Niederösterreich, 40 km nordväst om huvudstaden Wien.
Kommunen består av sju orter (Ortschaften) (inom parentes invånarantal 1 januari 2024):

- Ameistal (155)
- Baumgarten am Wagram (202)
- Großweikersdorf (1 959)
- Großwiesendorf (250)
- Kleinwiesendorf (239)
- Ruppersthal (416)
- Tiefenthal (151)